# Jacques Pollet
Jacques Victor Marie-Joseph Pollet, född 2 juli 1922 i Roubaix, död 16 augusti 1997 i Paris, var en fransk racerförare.
Pollet tävlade för Equipe Gordini säsongerna 1954 och 1955. Han körde fem lopp och tog inga poäng. Bästa placering blev en sjundeplats i Monaco 1955, nio varv efter segraren Maurice Trintignant.

## F1-karriär
| Säsong | Stall/Tillverkare | Poäng | Placering |
| ------ | ----------------- | ----- | --------- |
| 1954   | Equipe Gordini    | 0     | -         |
| 1955   | Equipe Gordini    | 0     | -         |